# Manuel Rufini
Manuel Rufini (Roma, 16 dicembre 1971) è un attore italiano.

## Biografia
Si forma professionalmente seguendo un corso di recitazione cinematografica, diretto da Giulio Scarpati, a cui fanno seguito, l'accademia teatrale "Ribalte", diretta da Enzo Garinei, alcuni stages e vari corsi sul metodo Stanislavskij.
Ha recitato in più di venti opere teatrali, tra cui ricordiamo: Amadeus, regia di Roman Polański, Cercansi attori: nel bel mezzo di un gelido inverno, regia di Vincenzo Zingaro, Frammenti di sipari, regia di Luciano Damiani, Edipo re, regia di Alessandro Vantini, e La tempesta, regia di Luciana Lusso Roveto.
Nel cinema debutta con il film Il talento di Mr. Ripley (1999), regia di Anthony Minghella. In seguito partecipa al film Pontormo (2002), regia di Giovanni Fago, e all'opera prima Stile libero (2004), scritta e diretta da Stefano Giannuzzi.
Nel 2006, per la regia di Roberto Leoni, interpreta il personaggio di Lorenzo de' Medici nei tre docufilm dedicati alle vite degli artisti Verrocchio, Leonardo Da Vinci e Botticelli. Nel 2007  partecipa al film K. Il bandito, per la regia di Martin Donovan.
Nel 2000 appare per la prima volta in televisione nella serie tv Tequila & Bonetti, regia di Bruno Nappi e Christian I. Nyby II. Nel 2003 è nel cast di Incantesimo 6, regia di Alessandro Cane e Tommaso Sherman, e nel 2007 partecipa a Gente di mare 2, regia di Giorgio Serafini e Andrea Costantini. Nel 2010 ritorna in tv nella miniserie tv Donna Detective 2, regia di Fabrizio Costa.

## Filmografia

### Cinema
- Il talento di Mr. Ripley, regia di Anthony Minghella- Ruolo: poliziotto - (1999)
- Pontormo, regia di Giovanni Fago - Ruolo: Capitano Spaventa - (2002)
- Stile libero, regia di Stefano Giannuzzi - Ruolo: Luigi - (2004)
- K. Il bandito, regia di Martin Donovan - Ruolo: poliziotto - (2007)
- Mr. Teddy, regia di R. M. Spiezio, S. Sestrieri, E. Acanfora, L. de Liberato - Ruolo: Elia Carinci - (2012)

### Televisione
- Tequila & Bonetti, regia di Bruno Nappi e Christian I Nyby II - Serie TV - Ruolo: Livio Arcella - Protagonista di puntata - Italia 1 (2000)
- Incantesimo 6, regia di Alessandro Cane e Tommaso Sherman - Serial TV - Ruolo: medico - Rai Uno (2003)
- Gente di mare 2, regia di Giorgio Serafini e Andrea Costantini - Serie TV - Ruolo: Mirco Sebastiani - Protagonista di puntata - Rai Uno (2007)
- 7 vite 2 - Ep. 38 - regia di Nanni Marino - Sit-com - Ruolo: M. di Gennaro - Protagonista di puntata - Rai Due (2009)
- Donna detective 2, regia di Fabrizio Costa - Miniserie TV - Ruolo: Francesco Jovine - Rai Uno (2010)
- Rex, regia di Marco Serafini - Miniserie TV - Ruolo: Vito Notarnicola - Protagonista di puntata - Rai Uno (2011)
- Zio Gianni 2, regia Sidney Sibilia - Sit com - Piccolo ruolo - Rai Due (2015)
- La Prof. 7, regia Ludovico Gasperini - Serie Tv - Piccolo ruolo - Rai Uno (2017)
- Il Paradiso delle Signore 4 - Daily stagione 2, regia Marco Maccaferri, Francesco Pavolini - Serie Tv - Ruolo: dott. D'Angelo - Ruolo ricorrente - Rai Uno (2020)
- Unwanted, regia Oliver Hirschbiegel - serie TV - Ruolo di puntata - Sky TV (2022)

### Direct-to-video
- Serie L'artista e la vita: Andrea Verrocchio, regia di Roberto Leoni - Ruolo: Lorenzo de Medici - (2006 - In DVD)
- Serie L'artista e la vita: Leonardo da Vinci, regia di Roberto Leoni - Ruolo: Lorenzo de Medici - (2006 - In DVD)
- Serie L'artista e la vita: Sandro Botticelli, regia di Roberto Leoni - Ruolo: Lorenzo de Medici - (2006 - In DVD)
- The Role Player, regia di Ettore Belmondo - Film per internet - Ruolo: Luigi Andreasi - (2007)
- Duns Scoto, regia di Fernando Muraca - Ruolo: Rivale - (2010 - In DVD)